# جهاد ایوب
جهاد ایوب (عربی: جهاد خالد أيوب؛ زادهٔ ۳۰ مارس ۱۹۹۵) بازیکن فوتبال اهل لبنان است.
وی همچنین در تیم ملی فوتبال لبنان بازی کرده‌است.